# Лейзі-Вай-Ю (Аризона)
Лейзі-Вай-Ю (англ. Lazy Y U) — переписна місцевість (CDP) в США, в окрузі Могаве штату Аризона. Населення — 474 особи (2020).

## Географія
Лейзі-Вай-Ю розташоване за координатами 35°8′13″ пн. ш. 113°58′6″ зх. д. / 35.13694° пн. ш. 113.96833° зх. д. (35.136913, -113.968463).  За даними Бюро перепису населення США в 2010 році переписна місцевість мала площу 40,69 км², уся площа — суходіл.

## Демографія
Згідно з переписом 2010 року, у переписній місцевості мешкало 428 осіб у 169 домогосподарствах у складі 147 родин. Густота населення становила 11 особа/км².  Було 194 помешкання (5/км²).
Расовий склад населення:
| - 90,9 % — білих - 1,2 % — вихідців з тихоокеанських островів - 0,7 % — чорних або афроамериканців - 0,7 % — азіатів - 0,5 % — корінних американців - 3,0 % — осіб інших рас |

До двох чи більше рас належало 3,0 %. Частка іспаномовних становила 4,9 % від усіх жителів.
За віковим діапазоном населення розподілялося таким чином: 19,4 % — особи молодші 18 років, 64,0 % — особи у віці 18—64 років, 16,6 % — особи у віці 65 років та старші. Медіана віку мешканця становила 51,9 року. На 100 осіб жіночої статі у переписній місцевості припадало 111,9 чоловіків;  на 100 жінок у віці від 18 років та старших — 107,8 чоловіків також старших 18 років.
За межею бідності перебувало 11,6 % осіб, у тому числі 9,4 % дітей у віці до 18 років та 0,0 % осіб у віці 65 років та старших.
Цивільне працевлаштоване населення становило 138 осіб. Основні галузі зайнятості: виробництво — 42,0 %, освіта, охорона здоров'я та соціальна допомога — 28,3 %, науковці, спеціалісти, менеджери — 24,6 %.